# Livraria Siciliano
Siciliano foi uma rede brasileira de livrarias, fundada por Pedro Siciliano em 1928, em São Paulo. Vendia livros, CDs, DVDs, revistas e materiais de papelaria em geral.

## História
Inicialmente, a primeira loja da Siciliano, fundada em 1928, comercializava apenas jornais e revistas. Anos depois, Pedro Siciliano expandiria seus negócios para as cidades de Santos e Belo Horizonte, iniciando um processo de expansão.
Com a experiência adquirida na distribuição de diversos periódicos, entre eles O Cruzeiro e A Cigarra, iniciou-se a importação de revistas norte-americanas, como a Saturday Evening Post.
Uma loja centrada na venda de livros foi aberta somente em 1942, no centro da cidade de São Paulo.
Em 1997, a Siciliano abriu uma loja virtual, com disponibilidade de entrega para todo o Brasil.
Em março de 1998, o veículo de investimento norte-americano Darby Overseas Investments, Ltd. adquiriu 35% da Siciliano, incluindo o ramo editorial da empresa.
Em agosto de 2000, a Siciliano anunciou o lançamento de um serviço de entrega de compras em seu site no mesmo dia, para a região metropolitana de São Paulo.
Em 2004, a empresa lançou um projeto de franquias.

## Compra pela Saraiva
Ao menos desde fevereiro de 2007, a empresa foi colocada à venda pelos acionistas, após enfrentar anos de prejuízos decorrente de disputas envolvendo a família controladora do negócio e o veículo de investimento estrangeiro.
Em agosto de 2007, a Livraria Saraiva anunciou que estava na fase final de negociações com os acionistas da Siciliano para adquirir a totalidade das ações da empresa.
Em 6 de março de 2008, a Saraiva anunciou a compra da Siciliano por R$ 60,03 milhões, somando às suas 36 lojas as 63 lojas da rede Siciliano em quatorze estados brasileiros. 
Ainda em maio daquele ano, teve início o processo de conversão das lojas da Siciliano em Saraiva, a partir da unidade do Shopping Jardim Sul, em São Paulo. Diante do sucesso dessa primeira conversão, o projeto foi levado para as 30 unidades da rede Siciliano de maior metragem, visando à conclusão até o fim de 2009. Planejou-se fechar as lojas da Siciliano menores que 160m² e manter a marca somente nas unidades que eram franquias.
Eventualmente, as franquias também passariam pelo processo de conversão, inclusive a partir da compra das lojas pela Saraiva. Em novembro de 2011, as últimas franquias com a marca da Siciliano, localizadas em Natal, no Rio Grande do Norte, foram adquiridas pela Saraiva, para sua posterior conversão em 2012, encerrando de vez a presença física da marca.
A loja online com a marca Siciliano permaneceria em operação até 2014. Ao menos desde novembro daquele ano, o site passaria a redirecionar seus visitantes ao site da Saraiva.